# Marcantonio Colonna (Kardinal, 1724)

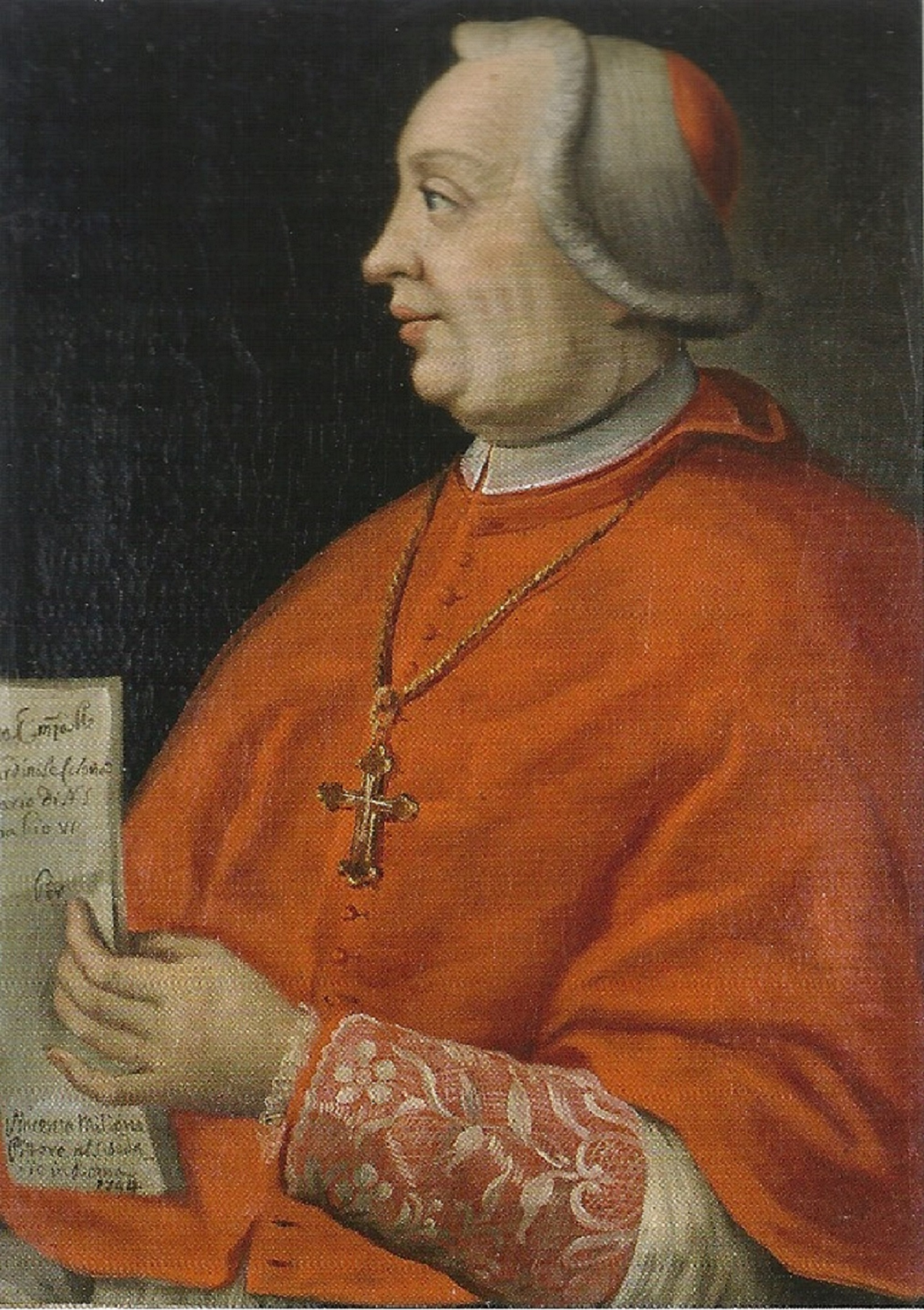
Marcantonio Kardinal Colonna (Gemälde von Vincenzo Milione, 1744)

Marcantonio Colonna (* 16. August 1724 in Rom; † 4. Dezember 1793 ebenda) war Kardinal und Bischof.

## Leben
Marcantonio Colonna stammte aus der weitverzweigten römischen Adelsfamilie Colonna, die insgesamt 24 Kardinäle hervorbrachte.
Bereits am 24. September 1759 zum Kardinaldiakon erhoben, erhielt er am 19. November 1759 die Titelkirche S. Maria in Aquiro. Er empfing am 11. Februar 1760 die niederen Weihen, am 9. März 1760 die Diakonenweihe und am 1. Februar 1761 die Priesterweihe. Bereits am 19. Februar 1762 zum Kardinalpriester von Santa Maria della Pace ernannt, ernannte ihn Papst Clemens XIII. am 19. April 1762 zudem zum Titularerzbischof von Corinthus und spendete ihm selbst am 25. April 1762 in der Pauluskapelle des Quirinalpalastes die Bischofsweihe. Mitkonsekratoren waren die Kardinäle Giovanni Francesco Albani und Henry Benedict Mary Clement Stuart of York. Bereits am 20. April 1762 zum Generalvikar des Papstes ernannt, wurde er 1770 und 1771 Camerlengo. Auch Erzpriester der patriarchalen Basilica Liberiana, ernannte ihn der Papst für die Öffnung und Schließung der Heiligen Pforte  des Heiligen Jahres 1775 in dieser Basilika zum päpstlichen Legaten a latere (1775). Colonna war zudem Präfekt der Konsistorialkongregation, wie auch Präfekt für die geistliche Bildung des Collegio Romano und des Priesterseminars des Bistums Rom. Am 25. Juni 1784 zum Kardinalpriester von San Lorenzo in Lucina ernannt, wurde er am 20. September 1784 zum Kardinalbischof von Palestrina erhoben.
Kardinal Colonna starb am 4. Dezember 1793 und wurde in der römischen Basilika der Santi XII Apostoli beigesetzt, der Familienkirche der Colonna.